# Schizoretepora solanderia
Schizoretepora solanderia är en mossdjursart som först beskrevs av Risso 1826.  Schizoretepora solanderia ingår i släktet Schizoretepora och familjen Phidoloporidae. Inga underarter finns listade i Catalogue of Life.